# Jakob Simmank
Jakob Simmank (* 1988 in Hamburg) ist ein deutscher Arzt, Wissenschaftsjournalist und Autor. Seit 2021 ist er Leiter des Gesundheitsressorts bei Zeit Online.
Simmank schreibt als Journalist zur weltweiten Gesundheitsversorgung, Epidemien und Impfung, Seltenen Erkrankungen sowie medizinisch-psychologischen Themen.

## Biografie
Simmank ist in Hamburg geboren. 2007 legte er hier sein Abitur ab und absolvierte den Zivildienst. Von 2008 bis 2016 studierte er Medizin in Hamburg, Leipzig und Buenos Aires sowie kognitive Psychologie in Belfast. Simmank war Stipendiat der Hans-Böckler-Stiftung.
2016 promovierte er mit einer Doktorarbeit über Entscheidungsfindungsprozesse bei Übergewichtigen am Max-Planck-Institut für Kognitions- und Neurowissenschaften. Neben und nach seinem Medizinstudium arbeitete Simmank als Wissenschaftsjournalist und schrieb unter anderem für die Frankfurter Allgemeine, das Magazin Zeit Wissen, taz und Süddeutsche Zeitung. Ab Januar 2018 war er Redakteur bei Zeit Online im Ressort Wissen.
In Kooperation mit MedWatch setzen sich Simmank und sein Kollege Hinnerk Feldwisch-Drentrup bei Zeit Online im Dezember 2019 kritisch mit einer Warnung des Bundesinstituts für Risikobewertung (BfR) vor aluminiumhaltigen Deodorants auseinander. Im Juli 2020 gab das BfR diesbezüglich eine Neubewertung des Risikos bekannt.
Zwischen 2019 und 2021 war Simmank Mitglied des Expertennetzwerks 30 unter 40 für digitale Gesundheit der Bertelsmann-Stiftung.
Im August 2020 erschien Simmanks Buch Einsamkeit – Warum wir aus einem Gefühl keine Krankheit machen sollten, in dem er sich wissenschaftlich mit sozialer Isolation und dem Gefühl der Einsamkeit und dessen Bedeutung für das Individuum und die Gesellschaft auseinandersetzt. Sein Buch ist auch eine Auseinandersetzung mit den Thesen der Neurowissenschaftler John und Stephanie Cacioppo und Manfred Spitzer.  
Wegen seiner Berichterstattung zur COVID-19-Pandemie wurde Simmank 2020 und 2021 vom Medium Magazin zweimal unter die zehn besten Wissenschaftsjournalisten gewählt.
Seit April 2021 ist er Ressortleiter des Ressorts Gesundheit bei Zeit Online.

## Publikationen (Auswahl)
- Mit C. Murawski, S. Bode, A. Horstmann: Incidental rewarding cues influence economic decisions in people with obesity. In: Frontiers in Behavioral Neuroscience. 9, 278, 15. Oktober 2015, doi:10.3389/fnbeh.2015.00278,  PMID 26528158, PMC 4606016 (freier Volltext).
- Mit der Flut kamen die Mücken. In: Die Zeit. Hamburg 5. Oktober 2017 (sir-greene-stiftung.de [PDF]).
- Hinnerk Feldwisch-Drentrup, Jakob Simmank: Aluminiumsalze: Die Alu-Deo-Hysterie. In: Die Zeit. 12. Dezember 2019, ISSN 0044-2070 (zeit.de [abgerufen am 21. Dezember 2019]).
- Impfgegner: Bitte nur, wenn es rein und natürlich ist! In: Die Zeit. 14. Mai 2019, ISSN 0044-2070 (zeit.de [abgerufen am 12. Januar 2020]).
- Einsamkeit – Warum wir aus einem Gefühl keine Krankheit machen sollten. Atrium Verlag, Zürich 2020, ISBN 978-3-85535-107-7.

## Auszeichnungen
- 2017: Medienpreis Weltbevölkerung für das Thema Stärkung der medizinischen Grundversorgung durch den Kampf gegen Aids in Kenia
- 2018: Journalistenpreis Abdruck für die Reportage Des Menschen härteste Stelle in Die Zeit (Print)
- 2018: Memento Journalistenpreis für das Engagement gegen vernachlässigte Krankheiten für einen Beitrag über die mesoamerikanische Nephropathie
- 2021: Deutschlands 10 beste Wissenschaftjournalistinnen und Wissenschaftjournalisten, gewählt vom Medium Magazin (Platz 7)[7]